# Масютин, Иван Фёдорович
Иван Фёдорович Масютин (1926 — ?) — бригадир монтажников по сооружению высоковольтных ЛЭП.

## Биография
Образование: 7 классов средней школы и школа ФЗО.
Работал на Ново-Тагильском металлургическом комбинате.
С 1949 года — бригадир механизированной колонны № 33 треста «Мосстройэлектропередача».
В 1961 года впервые в СССР в практике линейного строительства бригада электро¬монтёров и сварщиков-верхолазов под руководством бригадира Масютина смонтировала методом наращивания трубчатые переходные опоры СА-85. Трубы длиной 11 метров и в диаметре до 1200 мм стыковались друг к другу на высоте, а затем сваривались и снаружи, и изнутри.
Ленинская премия 1962 года — за участие в создании линий электропередачи 500 кВ переменного тока.